# Sutton, South Yorkshire
Sutton är en by i civil parish Norton, i distriktet Doncaster, i grevskapet South Yorkshire i England. Byn är belägen 10 km från Doncaster. Sutton var en civil parish 1866–1938 när blev den en del av Norton. Civil parish hade 156 invånare år 1931. Byn nämndes i Domedagsboken (Domesday Book) år 1086, och kallades då Sutone.